# Joseph-Marie Essomba
 (septembre 2014).
Pour les articles homonymes, voir Essomba.
Joseph-Marie Essomba, né le 28 octobre 1939 à Mvengue II (Province du sud Cameroun), et mort le 5 février 2014 à Yaoundé, est un archéologue, historien et universitaire camerounais. Professeur émérite d'université, il fut président du Comité national camerounais des musées (ICOM-Cameroun) de 1978 à 2013.
Il a été, tour à tour, chef de service adjoint de la conservation, directeur adjoint et directeur des affaires culturelles au ministère de l'Information et de la Culture du Cameroun.

## Biographie
C'est en 1975, après l'obtention de son doctorat de IIIe cycle en archéologie et histoire ancienne à l'université Paris I Panthéon-Sorbonne, que Joseph-Marie Essomba a intégré la Faculté des arts, lettres et sciences humaines de l'université de Yaoundé I, en qualité de chargé de cours-délégué. Il enseigne l'histoire et l'archéologie. Il est promu au grade magistral en 1991 comme maître de conférences. En 1993 il est nommé chef de département d'histoire, fonction qu'il occupe pendant sept ans. En qualité de doyen de la Faculté des arts, lettres et sciences humaines de 1997 à 1999, il mit en pratique la réforme universitaire de 1993. Au sein de l'université de Yaoundé I, il va accéder à tous les grades, jusqu'au stade terminal de professeur titulaire des universités en 1999. Enseignant à ENS, École supérieure des sciences et techniques de l'information et de communication de Yaoundé (ESIJY),Institut national de la jeunesse et des sports (INJS) de 1983 à 2004.
Il a dispensé des enseignements portant sur des thématiques diverses exemple l'archéologie, discipline qu'il fit introduire dans les programmes au Département d'histoire. Joseph-Marie Essomba a formé de nombreux étudiants dont certains sont devenus ses collègues.
Ce fut à Yaoundé, sur invitation de Joseph-Marie Essomba, que Cheikh Anta Diop délivra l'un de ses derniers messages.
Quand il ne fut plus doyen, il se replia dans son département d'archéologie dont il était le fondateur et le premier chef. Ainsi après avoir été chef du département d'histoire, il devint chef du département des arts et archéologie de 2000 à 2004. Il structura ce dernier, et engagea des programmes de recherches. De 2005 à 2007, il est recteur à l'Institut Ndi-Samba supérieur (université de Yaoundé-Sud).
Il a sillonné le monde pour participer à plusieurs conférences, table-rondes, séminaires et colloques de 1976 à 2008 sur le plan national et international. Il fut membre de plusieurs associations nationales et internationales (ICOM, OMSA, ICOMOS...).

## Publications
Plusieurs thèses, projets de recherche, mémoire dirigés et plusieurs ouvrages et articles à son actif :
- Afrika Zamani de l'Association des historiens africains,
- Nyame Akuma de l'université de Calgary,
- West African Journal of Archeology de l'université d'Ibadan
- NSI, bulletin de liaison des archéologues du monde bantou de Libreville et les Annales de la Faculté des arts, lettres et sciences humaines.

Quelques titres peuvent être retenus :
- « L'Archéologie et le problème de chronologie du fer aux abords du lac Tchad », Afrika Zamani: revue d'histoire africaine, nos 6-7,‎ 1977, p. 1-14
- « Quelques analyses des sites de métallurgie ancienne du fer de Pan-Pan en pays Basa (sud-Cameroun) », Nsi, no 4,‎ 1988, p. 15-19
- « L'histoire ancienne du Cameroun est elle possible ? », dans La recherche en histoire et l'enseignement de l'histoire dans les pays de l'Afrique centrale francophone : actes du colloque international organisé à Aix-en-Provence les 24-26 avril 1995, Aix-en-Provence, Publications de l'Université de Provence, 1997, p. 17-34
- « Yaoundé, l'un des plus vieux villages d'Afrique centrale et vieux carrefour des populations » en 2001[réf. souhaitée].

### Auteur du texte
- Civilisation du fer et sociétés en Afrique centrale, Paris, Éditions L'Harmattan, coll. « Racines du présent », 1992, 699 p. (ISBN 2-7384-1420-6)
- L'Art africain et son message, Yaoundé, Éditions Clé, 1985
- L'art tikar au Cameroun, Paris, Montréal, Éditions L'Harmattan, coll. « Études africaines », 2000, 198 p. (ISBN 2-7384-9311-4, lire en ligne)avec Martin Elouga
- L'histoire ancienne de l'Afrique centrale et ses problèmes, S.l. : s.n., 1975
- L'archéologie au Cameroun, Paris, Éditions Karthala, 1992, 384 p. (ISBN 978-2-86537-364-2, lire en ligne)Colloque international de Yaoundé (01 ; 1986) - Éditeur scientifique : Institut des sciences humaines. Cameroun
- Pierre-François Mebe, le missionnaire-bâtisseur : le cours temporel du théâtre de sa vie, 1898-1980, Yaoundé, Éditions Semences africaines, 1998, 290 p.
- Manemba ou les souvenirs d'un enfant de Brousse, Yaoundé, Éditions Semences africaines, 1986, 100 p.

### Co-auteur du texte
- Les civilisations du Cameroun, Nantes, Éd. La Route des chefferies, 2012